# Guldimplantation
Guldimplantation er en behandlingsform mod slidgigt og andre gigtlidelser herunder leddegigt. Behandlingen er beslægtet med akupunktur. Vha. kanyler indopereres små guldstykker omkring det angrebne led. Der eksisterer ikke en videnskabelig forklaring på hvordan smertelindringen virker. Behandlingen bliver primært anvendt på dyr, herunder heste og hunde, og har været anvendt af amerikanske dyrlæger siden 1970'erne og i dag også af dyrlæger i resten af vesten[kilde mangler]. 
Guldimplantation er også afprøvet på mennesker og praktiseres i dag af flere læger[kilde mangler]. Behandlingen blev første gang taget i brug på mennesker i 1996 af den danske læge Hans Kryger Kjerkegaard, der i de efterfølgende år har gennemført et lille videnskabeligt forsøg med 46 patienter. Udfaldet af forsøget talte for en positiv effekt af behandlingsmetoden.

## Fodnoter
1. ↑  "Double-Blinded, Placebo-Controlled Trial of the Pain-Relieving Effect of Gold Bead Implantation on Cervical Osteoarthritis (Mary Ann Liebert)", Medical Acupuncture, vol. 23, no. 2, s. 87-91, 2011 (Webside ikke længere tilgængelig)